# Rudnja
Rudnja (ryska: Рудня) är ett vattendrag i Belarus.   Det ligger i voblasten Vitsebsks voblast, i den nordöstra delen av landet, 270 km nordost om huvudstaden Minsk.
I omgivningarna runt Rudnja växer i huvudsak blandskog. Runt Rudnja är det ganska tätbefolkat, med 139 invånare per kvadratkilometer.